# Peter Hultqvist

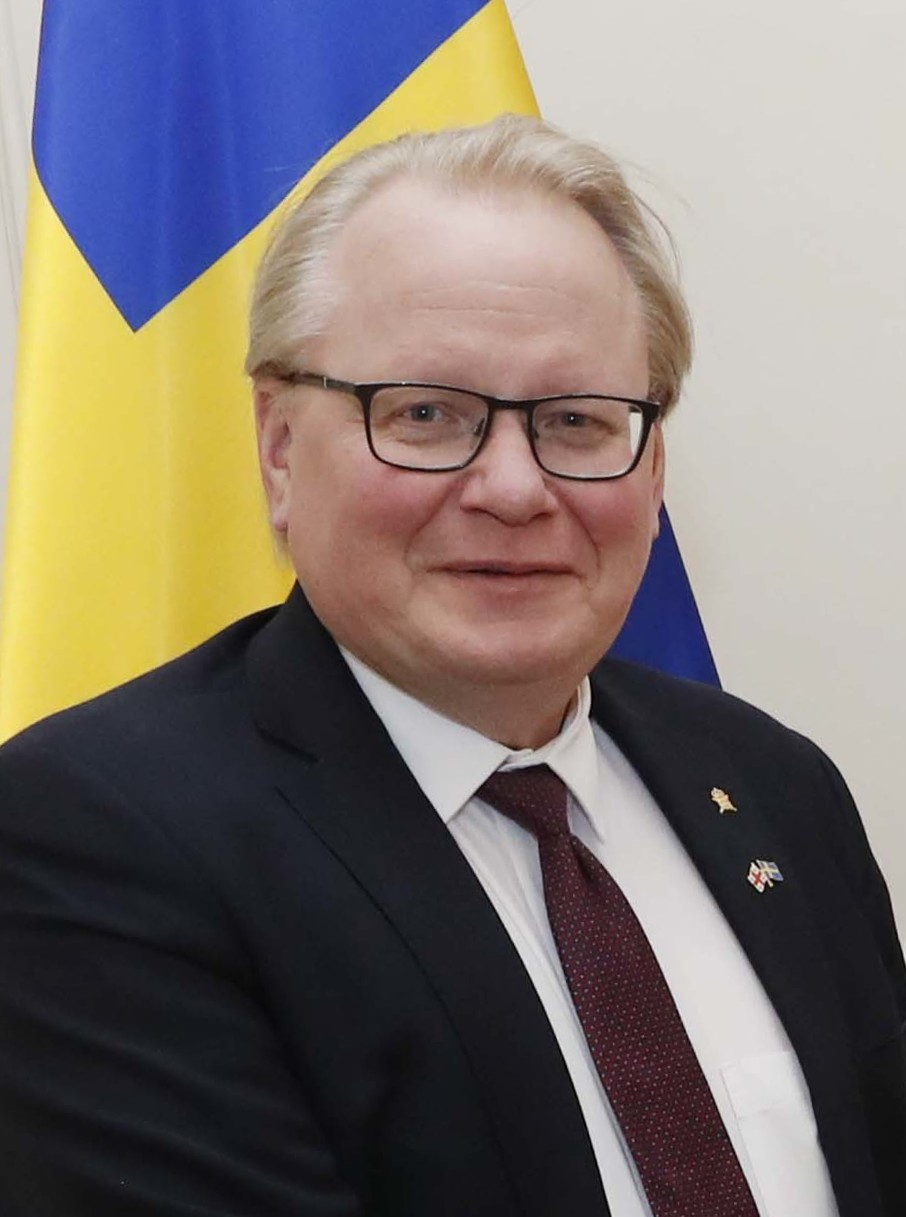
Peter Hultqvist (2022)

Peter Hultqvist (* 31. Dezember 1958) ist ein schwedischer Politiker der sozialdemokratischen Partei (Sveriges socialdemokratiska arbetareparti). Er war von 2014 bis 2022 Verteidigungsminister in den Regierungen Löfven I, Löfven II, Löfven III und Andersson.

## Leben
Peter Hultqvist schloss 1977 seine Schulausbildung ab und arbeitete bis 1989 als Journalist, zuletzt bei der überregionalen dänischen Zeitung Politiken. Danach begann er, sich politisch zu engagieren, zunächst in seinem Wohnort Borlänge und im Dalarnas län auf kommunaler Ebene, zudem saß er im Verwaltungsrat verschiedener örtlicher Unternehmen, etwa bei Borlänge Energi AB (1999–2006) und der HSB Dalarna (1989–2014), einer Wohnungsbaugesellschaft, die er von 2009 bis 2014 als Vorstandsvorsitzender leitete.
Von 1989 bis 1998 saß er im Stadtrat von Borlänge, danach wurde er bis 2006 dessen Vorsitzender, parallel ist er seit 2001 Vorsitzender der Sozialdemokraten im Dalarnas län und war Angehöriger des Vorstandes der gesamten Partei von 2001 bis 2005. 2006 wurde er in den Riksdag gewählt und war in seiner ersten Legislaturperiode Angehöriger des Bildungsausschusses. Von 2011 bis 2014 leitete er den Parlamentsausschuss für Verteidigungsangelegenheiten. Am 3. Oktober 2014 wurde er dann, nachdem er nicht mehr als Abgeordneter wiedergewählt worden war, Verteidigungsminister unter dem neugewählten Ministerpräsidenten Stefan Löfven. Von 2021 bis zum 18. Oktober 2022 übte er diese Funktion auch unter Ministerpräsidentin Magdalena Andersson aus.

## Privates
Peter Hultqvist ist verheiratet und lebt in Borlänge.